# Gäddsjön (Ängersjö socken, Hälsingland)
Gäddsjön är en sjö i Härjedalens kommun i Hälsingland och ingår i Ljusnans huvudavrinningsområde. Sjön har en area på 0,335 kvadratkilometer och ligger 388 meter över havet. Sjön avvattnas av vattendraget Jättån (Djupsjöån).

## Delavrinningsområde
Gäddsjön ingår i det delavrinningsområde (685823-145196) som SMHI kallar för Utloppet av Gäddsjön. Medelhöjden är 397 meter över havet och ytan är 1,65 kvadratkilometer. Räknas de 10 avrinningsområdena uppströms in blir den ackumulerade arean 80,56 kvadratkilometer. Jättån (Djupsjöån) som avvattnar avrinningsområdet har biflödesordning 3, vilket innebär att vattnet flödar genom totalt 3 vattendrag innan det når havet efter 205 kilometer. Avrinningsområdet består mestadels av skog (46 procent) och sankmarker (24 procent). Avrinningsområdet har 0,34 kvadratkilometer vattenytor vilket ger det en sjöprocent på 20,5 procent.